# Апаресида-ду-Табуаду
Апаресида-ду-Табуаду (порт. Aparecida do Taboado) — муниципалитет в Бразилии, входит в штат Мату-Гросу-ду-Сул. Составная часть мезорегиона Восток штата Мату-Гроссу-ду-Сул. Входит в экономико-статистический микрорегион Паранаиба. Население составляет 19 823 человека на 2006 год. Занимает площадь 2750,130 км². Плотность населения — 7,21 чел./км².

## История
Город основан 28 сентября 1948 года.

## Статистика
- Валовой внутренний продукт на 2003 год составляет 181 214 169,00 реалов (данные: Бразильский институт географии и статистики).
- Валовой внутренний продукт на душу населения на 2003 год составляет 9201,02 реал (данные: Бразильский институт географии и статистики).
- Индекс развития человеческого потенциала на 2000 год составляет 0,763 (данные: Программа развития ООН).